# 윤희상 (가수)
윤희상(본명: 윤창열, 1955년 ~ 2017년 9월 19일)은 대한민국의 가수이다.

## 생애
윤희상은 1955년에 전라남도 목포시에서 태어나 청산초등학교와 목포유달중학교, 영흥고등학교를 차례로 졸업하였다. 
1979년에 노래 "칠갑산"으로 데뷔 한 뒤 한동안 무명 생활을 해 오다가 2000년대 초반에 "카스바의 여인"과 "텍사스 룸바", "포옹" 등의 노래를 발표하고 이 노래들을 빅히트 시키며 대한민국의 트로트 스타 가수로 이름을 올렸다.
2004년에 지방으로 공연을 가다가 교통사고를 당하고 중상을 입었으며, 병원에서 전신마비 판정을 받고 휠체어 생활을 하고 4차례 수술을 받는 등 오래토록 재활을 해왔다.
2017년 9월 19일 오후 갑작스럽게 혈압이 급속도로 떨어져 병원으로 옮겨졌으나 끝내 숨졌다. 20일에 유족은 병원 측에서 윤희상이 상부 위장관 출혈을 사망 이유로 결론내렸다고 한 매체를 통해 밝혔다고 했다. 
9월 22일에 전남 무안의 천국의 계단 묘지에 묻혔다.

## 학력
- 청산초등학교 졸업
- 목포유달중학교 졸업
- 영흥고등학교 졸업

## 음반
- 1979년 칠갑산
- 1992년 카스바의 여인 / 홀로 새는 밤
- 1992년 카스바의 여인 / 무엇때문에 / 홀로 새는 밤
- 2000년 카스바의 여인
- 2002년 텍사스 룸바 / 카스바의 여인
- 2004년 포옹
- 2004년 포옹 / 카스바의 여인 / 텍사스 룸바
- 2006년 파티 / 카스바의 여인 / 텍사스 룸바 / 넝쿨
- 2011년 나의 하나님 아버지 앞에
- 2012년 용서
- 2015년 찬송가 1, 2집 (나 같은 죄인 살리신)